# Repkor
Repkor je pod-žanr rep roka, nastao mešavinom hip-hopa sa pank rokom i hardkor pankom. Grupe Beasty Boys, Suicidal Tendencies i Rage Against the Machine neke su od prvih grupa ovog žanra koje su postigle veči uspeh. Takođe za grupu Biohazard se smatra da je imala veliki uticaj na razvoj repkora.
Najpoznatiji izvođači ovog zanra su: Linkin Park, Limp Bizkit, Hollywood Undead, P.O.D.,  Reveille, Nonpoint, Pillar, ...